# Neonitocris emarginata
Neonitocris emarginata är en skalbaggsart som först beskrevs av Louis Alexandre Auguste Chevrolat 1858.  Neonitocris emarginata ingår i släktet Neonitocris och familjen långhorningar. Inga underarter finns listade i Catalogue of Life.